# Deixa-o-Resto
Deixa-o-Resto é uma aldeia portuguesa localizada na região do Alentejo e na sub-região do Alentejo Litoral.
Situada entre Santiago do Cacém e a Lagoa de Santo André, pertence à freguesia de Vila Nova de Santo André e ao concelho de Santiago do Cacém. Está localizada a cerca de 4 km do Badoca Safari Park.

## História
A aldeia de Deixa-o-Resto desenvolveu-se ao longo da Estrada Nacional 261 e possui uma Escola Básica do 1º Ciclo com Jardim de Infância (Escola Básica 1 de Deixa-o-Resto), uma Farmácia, dois cabeleireiros, um campo de Futebol de 11 e o Salão de Festas do Grupo Desportivo de Deixa-o-Resto. Deixa-o-Resto tem sanitários públicos e fontanário. Possui ainda alguns Restaurantes Junto à EN261, onde se pode apreciar a Gastronomia da Freguesia.
Segundo um habitante da localidade, esta deve o seu nome ao facto de os habitantes das redondezas, indo dar uma volta, convivendo nas tascas existentes, quando regressavam, paravam na tasca onde se situa hoje a localidade, gastando todo o dinheiro que tinham e afirmando: "Vamos deixar o resto.”.

## Restaurantes
- Restaurante Ti Lena
- Tasquinha do Ilídio

## Principais eventos
- Em Deixa-o-Resto, a matança do porco é dia de festa
- Festas tradicionais que se realizam pelo S. João
- Feira anual realizada a 1 de Novembro

## Praias locais
- Porto das Carretas (Vacaria)
- Fonte do Cortiço (Areias Brancas)
- Lagoa de Santo André

## Pessoas notáveis
- Carolina Pinela Gonçalves - Notável Advogada; Students' Union Collaborator da Nova Law SU; Vice-President of the Board of the General Meeting da ELSA NOVA; Advogada na Cuatrecasas, Gonçalves Pereira & Associados[3]